# Clutching at Straws
Clutching at Straws — четвёртый студийный альбом британской рок-группы Marillion из Эйлсбери (графство Бакингемшир). Он был выпущен 22 июня 1987 года на лейбле EMI Records. Это был последний альбом с вокалистом Фишем, который покинул группу в 1988 году, и это концептуальный альбом.
Хотя Clutching at Straws не достиг таких продаж, как его предшественник, альбом номер один Misplaced Childhood, проведя 15 недель в британском альбомном чарте (самое короткое пребывание в чарте среди первых четырёх студийных альбомов Marillion), он все же имел немедленный коммерческий успех, став вторым по популярности альбомом Marillion, войдя в чарт под номером два. С альбома было выпущено три сингла, вошедших в британский Топ-40: «Incommunicado», «Sugar Mice» и «Warm Wet Circles».
Альбом получил признание критиков, войдя в список «50 лучших записей года» журнала Q, был назван AllMusic «неоценённым шедевром», а Rolling Stone поместил его на 37 место в списке «50 величайших прог-рок альбомов всех времён». В 1999 году был выпущен 2-дисковый компакт-диск «Remastered Version» с дополнительными B-сайдами и демо-записями, включая подробные примечания всех участников, включая Фиша.

## Отзывы
| Оценки критиков | Оценки критиков |
| Источник        | Оценка          |
| --------------- | --------------- |
| AllMusic        | [ 7 ]           |
| Kerrang!        | [ 8 ]           |
| Q               | [ 9 ]           |
| Record Mirror   | [ 10 ]          |

В 1987 году Дэвид Хепуорт писал в Q: «В музыкальном плане Clutching at Straws не сильно отличается от развитых аранжировок предыдущих альбомов. Однако кто-то наложил секундомер на отдельные песни и на соло в них; таким образом, мы имеем одиннадцать отдельных песен, каждая со своими мелодическими достоинствами и большинство с вполне приемлемыми хуками, которые изрекает Фиш… Здесь есть треки, которые могли бы легко пробраться в концертные выступления Стинга».
Clutching at Straws получил в целом положительные отзывы критиков.
AllMusic назвал альбом «возможно, самым неоценённым шедевром Marillion», который «демонстрирует некоторые из самых приятных композиций группы, включая великолепные „Warm Wet Circles“ и „That Time of the Night (The Short Straw)“… Открывающая тур композиция „Slainte Mhath“ проста и элегантна, она достигает драматического крещендо, но её опережает „Sugar Mice“ — просто один из лучших коммерческих синглов Marillion за всю историю». «The Last Straw» также был оценён как «потрясающее завершение» альбома.
В 2015 году, включив Clutching at Straws в список «50 величайших прог-рок альбомов всех времён», журнал Rolling Stone отметил, что «четвёртый альбом Marillion сбалансировал мелодию и мелодраму», и прокомментировал «атмосферную запись и просторную, относительно сдержанную гитару гитариста Стива Ротери (которая разделяет разницу между Стивом Хакеттом из Genesis и Эджем из U2)».

## Список композиций
Все песни написаны Фишем, Марком Келли, Яном Мосли, Стивом Ротери и Питом Тревавасом.
Виниловая версия
| №  | Название                                   | Длительность |
| -- | ------------------------------------------ | ------------ |
| 1. | «Hotel Hobbies»                            | 3:35         |
| 2. | «Warm Wet Circles»                         | 4:25         |
| 3. | «That Time of the Night (The Short Straw)» | 6:00         |
| 4. | «Just for the Record»                      | 3:09         |
| 5. | «White Russian»                            | 6:27         |

| №                   | Название            | Длительность |
| ------------------- | ------------------- | ------------ |
| 1.                  | «Incommunicado»     | 5:16         |
| 2.                  | «Torch Song»        | 4:05         |
| 3.                  | «Slàinte Mhath»     | 4:44         |
| 4.                  | «Sugar Mice»        | 5:46         |
| 5.                  | «The Last Straw»    | 5:50         |
| 6.                  | «Happy Ending»      | 0:08         |
| Общая длительность: | Общая длительность: | 49:25        |

CD-версия альбома включает бонус-трек «Going Under» (2:47) между «That Time of the Night» и «Just for the Record». Этот трек не был включён в виниловую или кассетную версии.
Ремастерированное издание 1999 года на компакт-дисках. Disc 2 (бонусные треки)
1. «Incommunicado» (альтернативная версия) — 5:57
2. «Tux On» — 5:13
3. «Going Under» (расширенная версия) — 2:48
4. «Beaujolais Day» — 4:51
5. «Story from a Thin Wall» — 6:47
6. «Shadows on the Barley» — 2:07
7. «Sunset Hill» — 4:21
8. «Tic-Tac-Toe» — 2:59
9. «Voice in the Crowd» — 3:29
10. «Exile on Princes Street» — 5:29
11. «White Russians» (demo) — 6:15
12. «Sugar Mice in the Rain» (demo) — 5:54

## Чарты
| Чарт (1987)                             | Высшая позиция |
| --------------------------------------- | -------------- |
| Австрия (Ö3 Austria)                    | 16             |
| Канада (RPM Top Albums/CDs)             | 81             |
| Нидерланды (Album Top 100)              | 3              |
| Финляндия (The Official Finnish Charts) | 15             |
| Франция (SNEP)                          | 20             |
| Германия (Offizielle Top 100)           | 3              |
| Италия (Musica e Dischi)                | 20             |
| Норвегия (VG-lista)                     | 4              |
| Швеция (Sverigetopplistan)              | 9              |
| Швейцария (Schweizer Hitparade)         | 2              |
| Великобритания (UK Albums Chart)        | 2              |
| США (Billboard 200)                     | 103            |

## Сертификации
| Регион                                                      | Сертификация | Продажи  |
| ----------------------------------------------------------- | ------------ | -------- |
| Германия (BVMI)                                             | Золотой      | 250 000^ |
| Великобритания (BPI)                                        | Золотой      | 100 000^ |
| ^ Данные о тиражах приведены только на основе сертификации. |              |          |